# Наваррете, Хавьер
Хавье́р Наварре́те (исп. Javier Navarrete; род. 1956, Теруэль) — испанский композитор, известен своей музыкой к фильмам.

## Биография
Его самой известной музыкой к кинофильму, за которую он получил номинацию на премию Оскар, является музыка к кинофильму «Лабиринт фавна» (его второе сотрудничество с Гильермо дель Торо; первое сотрудничество с ним было во время сочинения музыки к кинофильму «Хребет дьявола»). Он также сочинил музыку к фильмам: «Шлюха», «В стеклянной клетке», «Точки над i» наряду с другими испанскими фильмами. Он также сочинял музыку для фильмов в США, в том числе к фильмам «Зеркала», «Византия» и «Чернильное сердце».

## Награды и номинации

### Номинации
- Оскар (2006) «За лучшую музыку к фильму» «Лабиринт Фавна».
- Грэмми (2008) В номинации «Лучший альбом, являющийся саундтреком к фильму, телевидению или другого визуального представления» «Лабиринт Фавна»